# Clyde Beatty

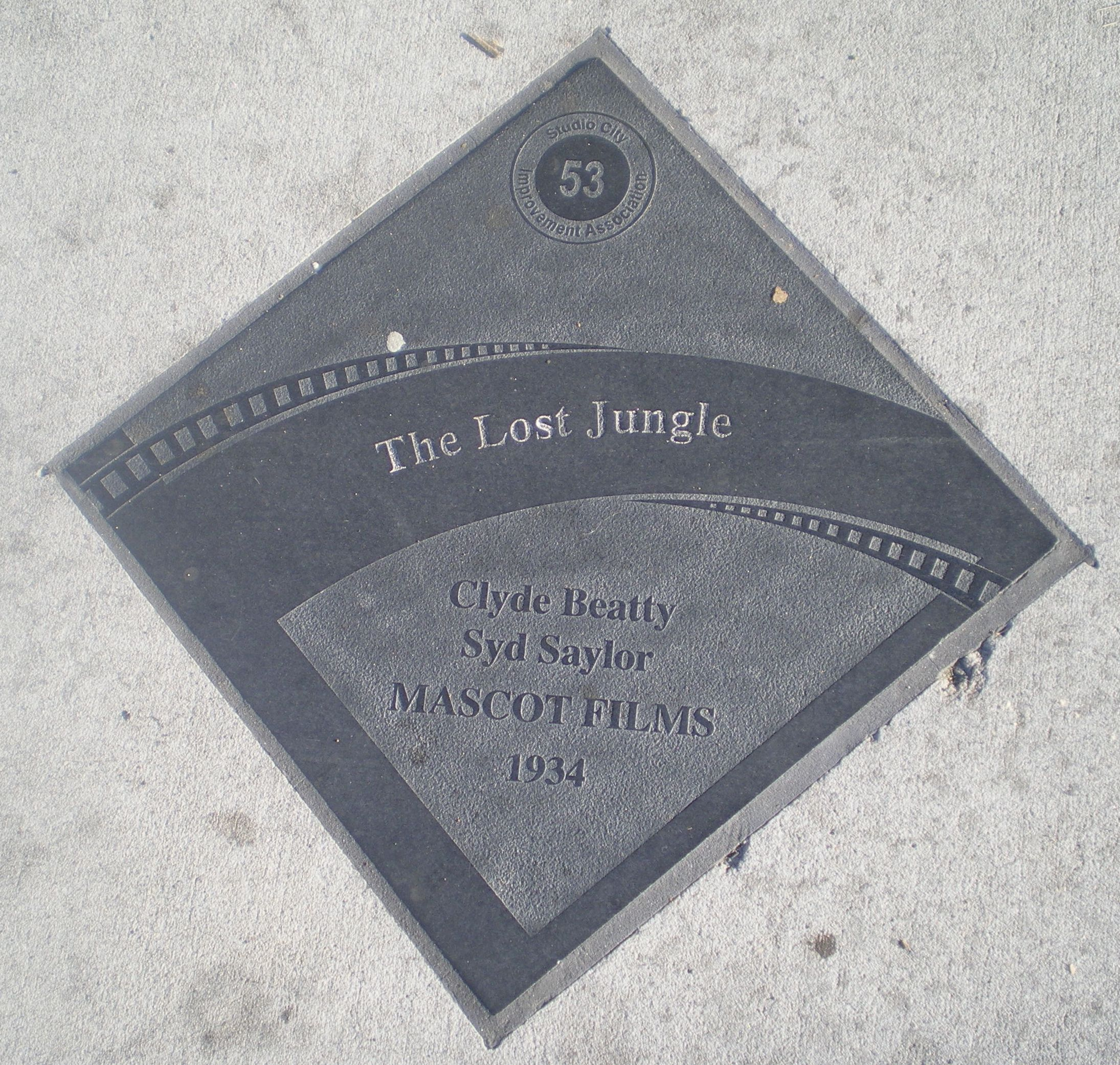
Minnessten

Clyde Raymond Beatty, född 10 juni 1903 i Bainbridge Ohio, död 19 juli 1965 i Ventura Kalifornien, var en berömd amerikansk cirkusartist och djurtämjare i mitten på 1900-talet.

## Biografi
Beatty började vid cirkusen "Howes Great London and Van Amburgh's Wild Animal Circus" i augusti 1921 efter att ha rymt hemifrån. 1922 flyttade han till "Gollmar Bros. Circus". Vid Gollmar började han jobba med isbjörnar.
1923 bytte cirkusen namn till John Robinson och nu började Beatty även träna rovdjur.
1925 började han vid "Hagenbeck-Wallace Circus" där han fortsatte arbeta med isbjörnar och rovdjur. Kring 1929 hade han ett nummer där 30 lejon och tigrar ingick.
1931 började han vid "Ringling Brothers and Barnum & Bailey Circus" där han stannade till säsongen 1934-1935 och gick sedan över till "Cole Bros. Circus" där han jobbade till 1937-1938. I januari 1932 skadades Beatty allvarligt efter ett lejonbett. Säsongen 1939-1940 jobbade han under eget namn vid Steel Pier i Atlantic City
I december 1939 öppnade han "Clyde Beatty Jungle Zoo" i Fort Lauderdale, detta vinterläger stängdes 1945, 1960 öppnade Beatty ett nytt "Clyde Beatty's Jungleland" i norra Miami, detta stängde året efter.
1945 startade Beatty sin egen cirkus "Clyde Beatty Circus" och turnerade till 1956 då han sålde till Acme Circus Corporation, 1957 köpte bolaget även Cole Bros. Circus och bolaget döpte om cirkusen till "Clyde Beatty-Cole Bros. Circus".
Beatty var gift 3 gånger, första äktenskapet ingicks den 26 jan 1926 med Beatrice Ernestine Jones Pegg (skild 1 nov 1932), den 13 september 1933 gifte han sig med Harriett Evans (avled 25 okt 1950), den 31 juli 1951 gifte han sig med Jane Lorriane Abel.
Beatty blev en berömd person och vid sidan om cirkusen framträdde han även i radio (The Clyde Beatty Show) och tv samt spelade in flera filmer (debut i The Big Cage / Tigern är lös premiär 1933). Den 29 mar 1937 prydde han omslaget av veckans nummer av Time Magazine.
Beatty dog 1965 i Ventura i sviterna efter en canceroperation och begravdes på Forest Lawn Memorial Park i Hollywood Hills i Los Angeles.